# Allen Stanford

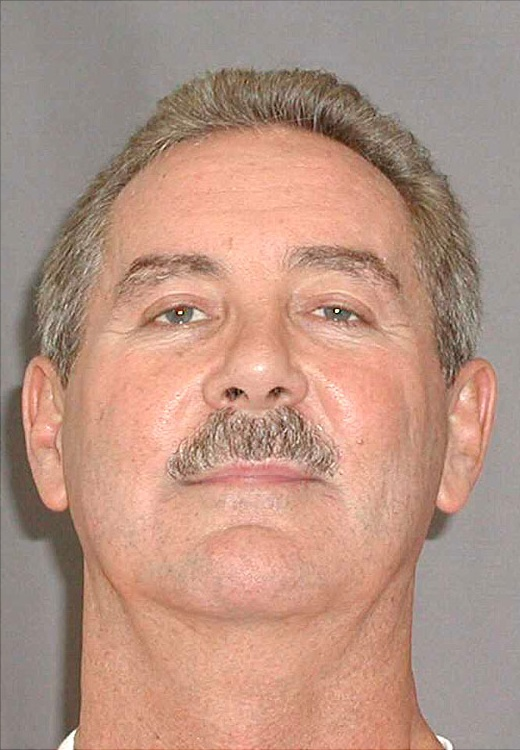
Allen Stanford (2009)

Robert Allen Stanford (* 24. März 1950 in Mexia, Texas) ist ein ehemaliger US-amerikanischer Unternehmer, Finanzier und verurteilter Anlagebetrüger.

## Leben und Wirken
Stanford wurde in Mexia, Texas geboren. Sein Vater war Bürgermeister der Stadt Mexia und im Vorstand des Unternehmens Stanford Financial Group. Seine Mutter war Krankenschwester. Die Eltern von Stanford ließen sich 1959 scheiden. Stanford verblieb mit seinem Bruder bei seiner Mutter. Beide Elternteile heirateten erneut. Stanford graduierte an der High School in Fort Worth, Texas. 1974 graduierte Stanford in Finanzwirtschaft an der Baylor University in Waco, Texas. 1975 heiratete Stanford Susan Stanford, mit der er einen gemeinsamen Sohn hat. Stanford und seine Ehefrau leben gegenwärtig getrennt. In den frühen 1980er war Stanford in der Immobilienwirtschaft in Texas tätig. Er arbeitete für seinen Vater James Stanford, bis dieser sich 1993 aus dem Unternehmen Stanford Financial Group zurückzog und seinem Sohn die Kontrolle des Unternehmens überließ.
Das Stanford gehörende Unternehmen Stanford Financial Group wurde von ihm als Vorstandsvorsitzenden geleitet. Stanford besitzt neben seiner US-amerikanischen Staatsbürgerschaft die doppelte Staatsbürgerschaft des Landes Antigua und Barbuda. Er wurde vom Commonwealth mit der Ritterschaft durch den Generalgouverneur von Antigua und Barbuda James Carlisle geehrt.
Als Cricketfan gründete und sponserte Stanford das Cricketturnier Stanford 20/20 auf Antigua und Barbuda.
Er erwarb die Maiden Island, die der Küste von Antigua vorgelagert ist. Auf der karibischen Insel Saint Croix gehörte ihm ein Luxusanwesen.
Anfang 2009 berichteten internationale Medien von Ermittlungen US-amerikanischer Behörden gegen Allen Stanford. Ihm wurde vorgeworfen, mit Hilfe eines Ponzi-Schemas über einen Zeitraum von 20 Jahren Investoren um rund 7 Milliarden US-Dollar (5,3 Milliarden EUR) betrogen zu haben. Am 19. Juni 2009 stellte sich Stanford der Polizei. Am 14. Juni 2012 wurde Allen Stanford von einem Gericht im texanischen Houston zu 110 Jahren Gefängnis verurteilt. Er hatte sich vorab in allen Anklagepunkten für unschuldig erklärt.